# 스위스의 코로나19 범유행
다음은 스위스에서의 코로나19 범유행에 관한 설명이다. 스위스에서는 2020년 2월 25일 첫 확진자가 나왔으며, 이 확진자는 이탈리아에서의 감염증 발발 이후 밀라노에 방문한 티치노주에 거주하는 70세 남자이다. 그 후, 바젤슈타트주, 취리히, 그라우뷘덴주를 포함한 여러 주에서 이탈리아와 관련된 여러 사례가 발견되었다. 이탈리아와 관련 없는 사례도 발견되었다.
2월 28일, 연방 이사회는 감염 확산을 막기 위한 노력의 일환으로 1000명 이상의 참가자와 관련된 모든 공공 및 민간 행사에 대한 즉각적인 금지를 발표했다. 이로 인해 제네바 모터쇼, 베른 카니발, 바젤 카니발 등 여러 주요 행사가 취소되었다.

## 배경
2020년 1월 12일, 세계보건기구는 2019년 12월 31일에 WHO에 보고된 중국 후베이성 우한시의 인구 집단에서 코로나19가 호흡기 질환의 원인임을 확인했다.
코로나19가 2003년 사스보다는 치명률이 훨씬 낮지만, 총 사망자 수가 상당할 정도로 감염 경로는 훨씬 더 컸다.

## 같이 보기
- 나라별 코로나19 범유행